# Alfred Hennig
Alfred Hennig (* 21. April 1904; † 18. April 1963) war ein Funktionär der DDR-Blockpartei National-Demokratischen Partei Deutschlands (NDPD). Er war von 1954 bis 1958 Abgeordneter der Länderkammer der DDR.

## Leben
Hennig trat am 1. Februar 1932 in die NSDAP ein, wo er mit der Mitgliedsnummer 929.689 geführt wurde.
Nach dem Zweiten Weltkrieg wurde er Mitglied der National-Demokratischen Partei Deutschlands (NDPD) und der Gesellschaft für Deutsch-Sowjetische Freundschaft (DSF). Nach der Verwaltungsreform in der DDR im Sommer 1952 wurde er Stellvertreter des Vorsitzenden des Rates des Bezirkes Chemnitz für Handel und Versorgung. Gleichzeitig war er stellvertretender Vorsitzender des NDPD-Bezirksvorstandes.
Von 1954 bis 1958 war er Mitglied der Länderkammer der DDR. Außerdem  gehörte Hennig von Oktober 1953 (5. Parteitag) bis zu seinem Tod 1963 dem Hauptausschuss der NDPD an. Henning war auch Vorstandsmitglied der Konsumgenossenschaft und Sekretär des NDPD-Bezirksvorstandes für Wirtschaft.
Zu seinem 50. Geburtstag erschien in der Zwickauer Ausgabe der Freien Presse vom 24. September 1954 ein Artikel über ihn, in dem sein „maßgeblicher Anteil an der Gewinnung der Mittelschichten der Bevölkerung für den Aufbau und die Festigung des Arbeiter- und Bauernstaates“ gewürdigt wurde. Hennig wurde mit der Ehrennadel der Gesellschaft für Deutsch-Sowjetische Freundschaft ausgezeichnet.
Anlässlich des 10. Jahrestages der Volksrepublik China weilte er im September/Oktober 1959 mit einer DDR-Regierungsdelegation unter der Leitung von Hermann Matern in China. Während einer Zwischenlandung in Moskau wurde die Delegation von Leonid  Breschnew empfangen.